# Grupo Desportivo Sobreirense
O Grupo Desportivo Sobreirense é um clube português, fundado em Sobreiro Curvo, Torres Vedras, a 1 de Novembro de 1944.

## Infraestruturas
O Grupo Desportivo possui um estádio com capacidade para 2.000 espectadores sentados e com relvado sintético. Tem uma bancada coberta exclusivamente para os sócios. Tem ainda no seu complexo desportivo um pavilhão com capacidade para cerca de 250 pessoas.
O Sobreirense já teve vários grupos de apoio ao clube, a denominada Força Azul.